# 遷都
遷都是指一個國家把首都或行政中心從某城市遷至另一城市。古代由于政治环境的不稳定、以及迁都成本远低于现代，因此迁都事件比较多见，例如中國歷史上就曾多次遷都。迁都通常基於戰亂、朝代、政权的交替，或者领土的变更與扩大，原首都的某些機能丧失，或是原首都過於擁擠等因素，甚至为了平衡各地发展等原因而迁都。

## 亚洲

### 中國
以曾經統治過大部分華北、中原的王朝為主，所以包含原先統治全中國後來南遷的東晉與南宋，及與六朝同時期的前秦和北魏，還有與南宋同時期的金朝。南明因政權分裂及更迭太快因而短促，不在此列。
- 夏朝時尚未有明確的都邑概念。社會處於半畜牧遊獵、半農耕定居的階段，夏部族民隨同首領以及族中壯丁遷移。耗盡當地的資源後便遷移他地，不常駐一處。文獻記載夏族首領先後定居大夏、夏墟、高密、陽城、陽翟、晉陽、平陽、冀、安邑、夏邑、斟鄩、帝丘、綸、原、老丘、西河、河南等十七處，這些都邑的具體位置均無從考證。
- 成湯建立商朝時，曾建都於亳（地點尚存爭議，約今河南商丘、鄭州、洛陽一帶），但商朝前期多次遷都，到盤庚在位时，約在前1300年定都於殷（今河南安陽），並固定下来。
- 西周原都豐鎬（今陝西西安，又稱「宗周」），豐鎬是「豐京」和「鎬京」的合稱，周文王時，在灃水西岸建豐京；周武王繼位，在灃水東岸再建鎬京，豐京是宗廟和園囿的所在地，鎬京為周王居住和理政的中心。約前885年（一說約前931年）周懿王因西戎入侵而遷都「犬丘」（今陝西咸陽興平）。約前875年，周孝王遷回豐鎬，前771年「犬戎入侵」，西周滅亡，由於豐鎬殘破，前770年（一說前738年）平王東遷時遷至雒邑（又稱「成周、王城」，今河南洛陽瀍河兩岸），建立東周，前510年因王子朝之亂，周定王另於今洛陽白馬寺以東建新城，新城沿用「成周」之名，亦稱「東周國」，舊城則保留「王城」之名，亦稱「西周國」，但不論「東周國」或「西周國」均為「雒邑」一部分，此後歷代周王均居於「成周（東周國）」。前307年，周赧王遷回「王城」。前256年，秦國攻佔「王城」滅西周國，將「雒邑」更名「洛陽」，而東周國亦於前249年被秦國所滅，故東周國併入洛陽，同年，秦莊襄王將洛陽封給相邦呂不韋做為食邑。
- 漢高祖在前206年被項羽封為「漢王」時，其漢國定都南鄭（今陝西漢中南鄭）。前206年8月，漢高祖攻滅三秦，將漢國首都遷到關中的櫟陽（今陝西西安閻良區），與項羽進行楚漢戰爭。前202年項羽敗亡，漢高祖在西漢立國之初由櫟陽遷至洛陽，並欲以洛陽為首都，在婁敬與張良勸說下，漢高祖決定定都關中，他先遷回櫟陽，並營建新城，因新城地處長安縣（今陝西西安未央區）故命名「長安」。前200年長安城中的長樂宮落成，漢高祖即從櫟陽遷都至長安，直至8年西漢滅亡，西漢後繼的新朝亦都長安，但更名「常安」。23年，新朝覆亡，漢朝宗室更始帝定都洛陽，次年遷都常安，復名「長安」，但更始政權於25年被赤眉軍所攻滅。
- 東漢光武帝於25年定都洛陽，更名為雒陽，此時的雒陽是漢光武帝在戰國末期秦相呂不韋所經營之洛陽城的基礎上擴建的，從西漢起至唐朝，長安跟洛陽一直是中國最重要的東西兩京，凡統治華北且國力強盛的王朝，多半建都於此兩城之一。190年漢末之時，受關東諸侯的壓力，當時控制朝政的董卓脅持漢獻帝遷都長安並焚毀雒陽。董卓被殺後，董卓舊部在長安內混戰，漢獻帝趁亂逃回雒陽，但隨後受到曹操控制，由於雒陽殘破，曹操遂於196年逼迫漢獻帝遷都至許縣（今河南許昌），時稱「許都」（「許昌」之名，實乃曹魏建立後魏文帝改「許都」之名而來，受《三國演義》影響，許多人認為曹操於196年將東漢首都遷許時該城已名「許昌」，實為謬誤）。直到220年東漢被魏文帝篡位而滅亡，魏文帝再遷都於雒陽，復名「洛陽」，魏文帝重建被董卓焚毀的洛陽，使其重新繁盛，266年西晉取代曹魏後仍都洛陽。
- 西晉原都洛陽，洛陽於311年失陷於漢趙，晉懷帝被俘，其侄晉愍帝於312年遷都長安，但於316年長安再度失陷於漢趙，西晉滅亡。次年晉愍帝堂伯晉元帝在建康（今江蘇南京）重建晉朝，史稱「東晉」，其後南朝均定都建康。
- 前秦苻健於351年定都長安，其後統一華北的苻堅卻於383年敗於淝水之戰，前秦分裂。苻堅子苻丕逃至晉陽（今山西太原）得知苻堅死訊後即位，前秦首都遂遷至晉陽，直到394年7月苻崇再遷至湟中（今青海西寧湟中），前秦於同年10月滅亡。
- 北魏的前身代國原都盛樂（今內蒙古和林格爾縣之北的和林格爾土城子遺址），376年代國亡於前秦，386年拓跋珪復國，仍都盛樂，同年4月改國號為「魏」，史稱「北魏」，拓跋珪即魏道武帝，398年遷都平城（今山西大同），魏孝文帝於494年從平城遷都至洛陽，以便漢化改革。
- 534年魏孝武帝因受權臣高歡所迫，從洛陽逃至由另一位權臣宇文泰控制的關中尋求保護，高歡遂於鄴城（今河北邯鄲臨漳）另外擁立魏孝武帝侄魏孝靜帝，是為北魏分裂，宇文泰扶持下的魏孝武帝政權稱西魏，都長安，高歡扶持魏孝靜帝建東魏，都鄴城。
- 隋朝原都長安，此時的長安城破敗狹小，水污染嚴重，隋文帝於是於長安城東南另築大興城，並於583年遷入。605年隋煬帝在洛陽城西南方建新城，新城沿用「洛陽」之名，稱隋唐洛陽城，此前的「洛陽」之名指的是漢魏洛陽城，此後的「洛陽」之名指的是隋唐洛陽城。隋煬帝即位，遷都洛陽[1]。在618年唐高祖篡隋後仍定都大興，但改名「長安」，史稱唐長安城，此前的「長安」之名（包含新朝的「常安」）為漢長安城，此後的「長安」之名（包含隋大興城）為唐長安城。
- 大業十二年（616年），因隋末民變日漸嚴重，失去銳氣的隋煬帝遂轉至江都（今江蘇揚州），代表隋朝事實上的首都上從大興遷至江都，直至618年煬帝被宇文化及所弒，但值得注意的是煬帝並未頒佈遷都詔令，因此隋朝名義上首都仍是大興，而大興於617年底已陷於太原留守李淵之手，李淵另立煬帝之孫代王楊侑為帝。
- 唐朝都長安，中間武周曾於690年遷都東都（今河南洛陽），於684年改稱「神都」，705年神龍革命復興唐朝後唐中宗再於次年遷回長安，「神都」改回「東都」，但俗稱仍是「洛陽」。904年，治所設於汴州（今河南開封）的宣武軍節度使朱溫逼迫唐昭宗遷都洛陽，並焚毀長安，長安及關中地區從此沒落，不再成為首都。
- 907年朱溫篡唐建立後梁，將首都從洛陽遷到其根據地汴州，改稱開封府，923年李存勗滅後梁建立後唐，將首都再遷回洛陽，後唐是最後一個立都在洛陽的中原王朝。936年河東節度使石敬瑭勾結契丹滅後唐，建後晉，他於次年再將首都遷到開封府，此後洛陽沒落，開封府成為中原王朝的首都歷經後漢、後周、北宋直到金朝滅亡。
- 北宋定都於開封府（又稱「汴州、汴梁、東京、汴京」），1127年靖康之變後宋高宗在應天府（今河南商丘）重建宋朝，史稱「南宋」，甫登基的宋高宗受到金軍追擊隨即南渡至杭州（今浙江杭州），1131年宋高宗改杭州為「臨安府」並稱為行在，開封府依然是南宋名義上的首都，1138年宋高宗才確認臨安府為南宋名義兼事實上的首都。
- 金朝原都會寧府（今黑龍江哈爾濱阿城區），完顏亮奪位後，1153年遷都至中都（今北京）。1214年金朝受新興的蒙古帝國威脅，金宣宗再遷都至開封府，中都則在1217年被蒙古帝國太師、國王木華黎更名燕京，1231年，開封府再度受到蒙古軍的威脅，金哀宗於1232年先後遷都至歸德（今河南商丘）與蔡州（今河南駐馬店汝南），直到1234年蔡州之戰金朝滅亡。
- 1206年成吉思汗建立蒙古帝國，定都曲雕阿蘭（今蒙古國肯特省境內克魯倫河上游），1220年成吉思汗遷都至哈拉和林（今蒙古國前杭愛省西北），成吉思汗孫、拖雷四子忽必烈於1260年自行即位蒙古大汗時都於開平（今內蒙古錫林郭勒盟正藍旗五一種畜場），此時尚有拖雷幼子、忽必烈弟阿里不哥於哈拉和林被忽里勒台大會推舉為蒙古大汗，雙方爭位到1264年由忽必烈獲勝，也因此1260年到1264年蒙古帝國同時擁有「哈拉和林」與「開平」兩個分裂勢力各自的首都，1264年忽必烈改燕京為中都。忽必烈於1267年從開平遷都至中都，在原金中都城廓東北營建新城，將開平改稱上都，並於1271年建立元朝，稱元世祖，1272年元世祖再將「中都」更名「大都」，1368年元朝滅亡，元惠宗逃遷至上都，另建元朝殘餘勢力北元，攻克大都的將領徐達將其更名為北平府。
- 明朝初年，明太祖定都應天府（今江蘇南京），本是一時權宜之計，在他心中理想的首都仍是長安（時稱「西安府」）或洛陽（時稱「河南府」）、開封府等地，明太祖1368年4月前往開封考察，又於1391年派太子朱標考察關中，但因次年朱標去世，明太祖受到打擊，加上年事已高，才打消遷都念頭。1399年建文帝時，其叔駐守在北平府的燕王朱棣發動靖難之役，從北平府南下與其侄爭位，朱棣於1402年攻陷應天府，奪位成功，是為明成祖，次年他將北平府改為順天府，稱行在。由於明成祖在應天府針對忠於明惠宗的大臣殺戮太重，加上北元勢力復甦，進犯明朝北疆，他在應天府鞭長莫及，於是在1406年他將順天府在大都的基礎上改建城廓，及增建紫禁城，1420年紫禁城落成，明成祖即於次年將首都遷至順天府（又稱「京師」，俗稱「北京」），應天府降為留都（俗稱「南京」），南京雖失去首都地位，但從明至民初，一直是中國除北京外最重要的城市，是中國南方的政治、經濟中心，1553年北京增建外城。1644年大順李自成陷順天府，崇祯帝自縊，明朝滅亡，崇祯帝堂兄朱由崧南渡至應天府重建明朝，是為南明，1645年清軍佔領應天府，改為「江寧府」。
- 清朝的前身後金開國君主清太祖最早於1616年定都於赫圖阿拉（今遼寧撫順新賓滿族自治縣），1622年清太祖遷都遼陽（今遼寧遼陽），1625年清太祖再度遷都瀋陽（今遼寧瀋陽），1634年清太宗將瀋陽改名「盛京」，並在1636年將國號改為「清」，後來在1644年清軍入關驅逐佔領順天府的李自成後，清朝才正式遷都順天府，盛京則降為陪都，並於1657年改盛京為奉天府，由於清朝沿用明朝北京城池為首都（仍稱「京師、順天府」，俗稱「北京」），並無太多更動，因此明、清兩代的北京城池稱為「明清北京城」。
- 中華民國於1912年元旦在江寧府建國，以孫文為第一任臨時大總統，同年1月9日，孫文將江寧府更名南京府，從此「南京」成為正式行政區定名至今，不再是俗稱。在與說服清廷遜位出力甚大的袁世凱協商後，袁世凱接替孫文擔任臨時大總統，後因袁世凱不願意離開順天府，1912年4月中華民國政府遂北遷順天府，史稱北洋政府，1914年袁世凱改順天府為京兆地方，市區則稱「京都市」，仍俗稱「北京」，在1915年12月12日袁世凱稱帝，北京成為中華帝國首都，至1916年3月22日時袁世凱在各方壓力上撤銷帝制回復成中華民國，仍以北京為首都，同年6月6日袁世凱過世，其麾下各部爭權奪利，是為北洋軍閥，於是1923年孫文在廣州（今廣東廣州）成立中華民國陸海軍大元帥大本營，1924年成立黃埔軍校，以蔣中正擔任校長，為國民政府北伐做準備，1925年蔣中正改組中華民國陸海軍大元帥大本營為中華民國國民政府，1926年國民政府以黃埔軍校生為骨幹的國民革命軍為主力正式北伐，9月7日國民革命軍攻佔漢口（今湖北武漢江岸區、江漢區、礄口區、東西湖區），將武漢三鎮整合成武漢（今湖北武漢），11月21日國民政府北遷至武漢，1927年3月23日國民革命軍佔領南京，此時發生在武漢以汪精衛為首的武漢國民政府支持容共，及人在南京，以蔣中正為首，支持清共的國民黨要人鬧內鬨的局面，4月21日，蔣中正等人正式在南京另組南京國民政府，跟武漢國民政府抗衡，史稱寧漢分裂，此時國際公認的中華民國首都仍是「北京」，5月南京國民政府繼續北伐，8月25日，武漢國民政府宣布歸順南京國民政府。8月上旬到9月上旬，武漢國民政府的譚延闓、孫科和汪精衛、陳公博先後抵達南京，寧漢分裂結束，史稱寧漢合流，中華民國國民政府正式確定首都為南京，1928年6月8日，國民革命軍進入北京，將「北京」改為「北平」，張學良宣布東北易幟，以北京為首都的北洋政府覆亡，以南京為首都的國民政府在名義上統一中國，就此確立南京為中華民國首都。
- 1937年8月13日中日爆發淞滬會戰，直到11月12日日軍攻陷上海（今上海），南京遭受日軍威脅，國民政府於11月17日將首都遷至武漢。
- 1937年11月20國民政府再度遷都重慶（今重慶），1946年5月5日因抗日戰爭勝利還都南京。
- 1949年1月10日第二次國共內戰的徐蚌會戰結束，國軍戰敗，南京受到解放軍威脅，1月16日中華民國政府部分機構開始遷至廣州，10月初解放軍威脅廣州，中華民國政府再度於10月10日遷都重慶，後因戰事更加不利，11月29日再遷都成都（今四川成都），最後於12月7日遷都台北迄今，随着台湾本土意识和台湾本土化运动蓬勃发展，大部分台灣人都認為台北是台灣首都、中華民國首都。

### 日本
- 日本古代沒有定都的概念，基本上是以皇宮的位置為首都，這些皇宮大多位於今近畿地方境內。至藤原京建立後，才開始出現以首都概念建設的城市。
- 794年，日本遷都平安京，即京都，此後的一千年間幾乎都定都於此。但隨著12世紀進入武家專政時代，不同的武家政權所在地通常會取代京都成為實質的政治中心，例如鎌倉時代的鐮倉、豐臣政權時期的大阪、以及江戶時代的江戶。
- 明治天皇登基後，將皇室與政府駐地從京都東遷江戶，並改江戶名為東京。雖然京都的首都地位未被明文放棄，但此後東京便成為實質上的首都。

### 泰國
- 泰國於1438年將首都素可泰府遷至阿育陀耶，1767年首都由阿育陀耶遷至吞武里，1782年4月6日首都由吞武里遷至曼谷。

### 印度
- 印度於1912年將首都加爾各答遷至德里。

### 越南
- 越南於1946年3月26日將首都順化遷至西貢（今胡志明市），統一後（1975年4月30日），首都由西貢（今胡志明市）遷至河內。

### 马来西亚
- 馬來西亞於1999年6月將首都吉隆坡遷至布城，但吉隆坡仍为名义上的首都和经济上的首都，布城则作为联邦直辖区下的行政中心。

### 菲律賓
- 菲律賓於1948年將首都馬尼拉遷至奎松市，1976年首都由奎松市遷回馬尼拉。

### 印度尼西亞
- 印度尼西亚原定於2024年8月17日將首都由雅加达遷至婆罗洲的努山塔拉，惟因工程滯後未能如期。

### 其他國家
- 土耳其在凱末爾改革後，凱末爾當局將原本帝國的都城伊斯坦堡，遷往國土中央的安卡拉。
- 柬埔寨於1431年將首都吳哥城遷至金邊，後者於1866年起成為正式首都。
- 巴基斯坦起初將首都定於沿海的卡拉奇，後來為了軍事上便於控制克什米尔的關係，因而將首都北移至伊斯兰堡。
- 斯里蘭卡於1985年將首都可倫坡遷移至斯里賈亞瓦德納普拉科特，但可倫坡仍為名義上的首都和經濟上的首都。
- 哈萨克斯坦於1998年將首都由最大城市阿拉木圖遷至阿斯塔納（2019年改名為努尔苏丹[2]，2022年改回原名[3]）。
- 缅甸於2005年將首都由最大城市仰光遷至中部的彬马那，并改名为奈比多。
- 葉門於2014年9月19日因戰亂而將首都沙那遷至亞丁。

## 欧洲

### 俄羅斯/苏联
- 1713年至1714年，彼得大帝把沙俄首都从莫斯科搬到圣彼得堡，1914年被更名為彼得格勒。
- 蘇聯在十月革命後順利奪下彼得格勒的冬宫；後來為了避免德軍進攻，於1918年將首都由彼得格勒遷至莫斯科。

### 德国
- 1990年，兩德統一後德意志聯邦共和國由原西德時的首都波恩遷回柏林。但依德國聯邦的法律，部份聯邦公家機關仍留在波恩。

### 法國
- 二戰期間，納粹德國攻下巴黎，促使戴高樂逃亡英國並成立「自由法國」臨時政府；後來向希特勒投降的菲利普·贝当則在納粹支持下於維希建立「維希法國」傀儡政權直至二戰結束後，法國才又重新將首都遷回巴黎。

### 義大利
- 意大利統一后，意大利王國的首都在都靈，1864年遷至佛罗伦萨，1870年遷至羅馬。

## 美洲

### 美国
- 1776年美國獨立時的首都是費城，之後因獨立戰爭和國家新立而屢有變遷，到1785年開始紐約被定為美國的首都。1790年7月1日，国会通过《首都选址法（英语：Residence Act）》，决定将首都从纽约迁至波多马克河和安那考斯迪亚河汇合处附近；但完成正式遷都前先由費城為行都。1800年，美國聯邦政府部門從費城遷往建設完成的華盛頓哥伦比亚地区，華盛頓開始作為美國首都正式運作至今[4]。

### 其他国家
- 巴西於1960年將首都由里约热内卢遷至巴西利亞，以促進內陸的開發。
- 伯利兹的舊首都伯利兹市由於靠海而曾遭到颶風毀壞，最後在1970年貝里斯將首都遷到位處內陸的貝爾墨潘。

## 非洲
- 奈及利亞于1976年將首都由拉哥斯遷至阿布贾，後者在1991年被正式定為該國首都。
- 象牙海岸於1983年3月21日將首都由阿必尚遷至雅穆索戈。
- 坦桑尼亚於1996年將首都由达累斯萨拉姆遷至多多马。
- 阿拉伯撒哈拉民主共和国於2011年將事实上的临时首都由比尔莱赫卢遷至提法里提。
- 蒲隆地於2018年12月將首都由布松布拉遷至基特加。
- 埃及於2015年宣布计划將首都由开罗遷至新行政首都，但截至2024年初新行政首都的建设尚未完成，且尚未正式命名。

## 大洋洲
- 新西兰于1864年将首都从奧克蘭迁往威靈頓。
- 澳大利亚于1927年将首都从墨爾本迁往坎培拉。
- 帛琉於2006年由最大城市科羅爾遷至恩吉魯穆德。

## 計畫中及已放棄
日本
- 因東京地狹人稠，曾於1990年由國會通過遷都，將國會及中央政府機關遷出東京。但因東京都政府反對及經費問題，尚未實施[5]。
- 2011年3月11日發生東日本大地震，遷都或設立副首都之議再起[6][7]；當局擬定將陪都暫定於關西地方的故都，如京都、大阪等地，但是這可能會引起相關問題（包含建立大阪都以利後續遷都等，但該構想曾在2015年大阪市特別區設置公投時候被否決一次，但仍在推動中）。

韓國
- 因為首爾離三八線僅不到100公里不利備戰，曾在1970年代計劃將中央部份機關南遷至忠清南道，新行政首都定名為「世宗特別自治市」。2003年底通過《新行政首都特別法》，但此法被韩国宪法法院判定違憲[5]。
- 李明博政府上台後將遷都計劃取消，原將世宗特別自治市作為一個吸引外資的經濟城市而非首都。但2012年7月，韩国政府重启迁都计划，把青瓦台及國會以外的大部份政府机构迁往世宗市，相對前者較為折衷，世宗市作为新的副首都正式启用。

中華民國（台灣）
- 中華民國在陳水扁擔任總統時期，曾有遷都之議[8]。部份中央機關如行政院農業委員會漁業署及國營企業如台灣糖業公司分別遷至高雄市及台南市。但在2008年總統大選國民黨重新執政後，遷都計劃不了了之。後來在2010年底五都改制後，有鑑於台北市人口和各項政經資源過度集中與膨脹的緣故，加上台北市容易遭受地震、核災變等自然或人為災害，遷都議題再度被提起，其中臺灣省政府原本的所在地中興新村，與其他直辖市臺中市、臺南市、高雄市等地成為台北的「陪都」可能性較大，以均衡台灣南北差異並促進臨近縣市的地方開發。

中華人民共和國
- 中華人民共和國定都北京之後，曾在中苏交恶時期，為了避免蘇聯以核武器攻擊北京，曾有過遷都的提案；之後於1976年發生唐山大地震，由於地震的地點河北唐山離北京不遠，北京也受到地震的潛在威脅。近年來由於經常遭遇旱灾、暴雨、沙塵暴、烟霞侵襲的緣故，曾有遷都的提議，最後因為要將組織龐大的中央機關遷出北京代價太大而作罷。

伊朗
- 2013年伊朗伊斯蘭議會通過遷都的提案，將以兩年時間選址，讓國會搬離過度擁擠且汙染嚴重的德黑兰。該案支持者認為，擁有1,200萬人口的德黑兰已不再適合作為首都，因為這個大都會汙染嚴重、交通擁塞，且有地震風險。伊朗位於數個斷層帶，平均每天發生一次輕微地震。但因遷都成本高，伊朗政府目前持反對態度。

印度尼西亚
- 2014年印度尼西亚首都雅加达交通、淹水及基礎建設問題難解，印尼政府多年前即有遷都構想。印尼總統顧問指出，已成立一個特別小組研究遷都計畫。雅加達人口目前已增至1200萬，但由於長期缺少都市規畫，在很多方面無法跟上現代國家的節奏，包括交通混亂、空氣汙染嚴重、衛生條件惡劣，加上地勢低窪，水患問題日益嚴重，每年造成數百萬美元的經濟損失，導致許多民眾流離失所，遷都聲浪應運而生。2019年8月26日印尼推出十年的遷都計畫——離開雅加達至東加里曼丹省（位處婆罗洲）的努山塔拉[9]，為氣候變遷做出反應。

南苏丹
- 2011年獨立的南蘇丹政府，目前也計劃將首都從南邊的朱巴遷往北部的拉姆塞尔，原因在於朱巴地處偏遠，人口過剩甚至於侵占到周遭的農牧用地，但目前該國局勢非常混亂，遷都目前還很難成行。

赤道几内亚
- 歐亞拉（Oyala）是一座正在興建中的城市，計劃取代馬拉博，作為赤道幾內亞未來的首都。